# 지로카스터르현

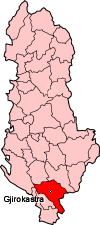
지로카스터르 현의 위치

지로카스터르현(알바니아어: Rrethi i Gjirokastrës)은 알바니아를 구성하는 36개 현 가운데 하나로, 현청 소재지는 지로카스터르이며 면적은 1,137km2, 인구는 56,000명(2004년 기준)이다. 행정 구역상으로는 지로카스터르 주에 속한다.